# ソコルル・メフメト・パシャ橋
ソコルル・メフメト・パシャ橋（トルコ語:Sokullu Mehmet Paşa Köprüsü）、メフメド・パシャ・ソコロヴィッチ橋（セルビア語・ボスニア語・クロアチア語:Мост Мехмед паше Соколовића / Most Mehmed-paše Sokolovića）は、ボスニア・ヘルツェゴビナ東部、スルプスカ共和国の町ヴィシェグラードにある橋で、市内を流れるドリナ川に架かっている。オスマン帝国の宮廷建築家だったミマール・スィナンが16世紀末に手がけた橋で、当時のオスマン帝国の建築水準の高さを例証する産業遺産として、2007年にユネスコの世界遺産に登録された。ボスニア・ヘルツェゴビナの世界遺産としては2例目の登録で、最初の登録物件であるスタリ・モストと同じく、橋の世界遺産である。
橋の名前は、この橋の建築を命じた大宰相ソコルル・メフメト・パシャ (Sokollu Mehmet Paşa) に由来する。
全長は 179.5 m で、11の石組みのアーチから成っている。これらのアーチは、20世紀の二度の世界大戦で壊滅的な被害を受けたが、その後再建されて今に至る。ボスニア・ヘルツェゴビナ紛争中のヴィシェグラードの虐殺（1992年）では惨劇の現場にもなった。

## 文学
ユーゴスラビアのノーベル文学賞受賞作家イヴォ・アンドリッチの代表作『ドリナの橋』は、このソコルル・メフメト・パシャ橋を舞台にした歴史小説である。

## 世界遺産

### 登録基準
この世界遺産は世界遺産登録基準のうち、以下の条件を満たし、登録された（以下の基準は世界遺産センター公表の登録基準からの翻訳、引用である）。
- (2) ある期間を通じてまたはある文化圏において、建築、技術、記念碑的芸術、都市計画、景観デザインの発展に関し、人類の価値の重要な交流を示すもの。
- (4) 人類の歴史上重要な時代を例証する建築様式、建築物群、技術の集積または景観の優れた例。